# Kullersta
Kullersta, Kolsta och Hensta – miejscowość (tätort) w Szwecji, w regionie administracyjnym (län) Södermanland, w gminie Eskilstuna.
Według danych Szwedzkiego Urzędu Statystycznego liczba ludności wyniosła: 320 (31 grudnia 2015), 427 (31 grudnia 2018) i 453 (31 grudnia 2019).